# Jodocus Donatus Hubertus Temme
Jodocus Donatus Hubertus Temme, född 22 oktober 1798 i Lette vid Oelde i Westfalen, död 14 november 1881 i Zürich, var en tysk jurist och novellist.
Temme hade 1848 vunnit befordran till direktor för Oberlandesgericht i Münster, då hans uppträdande som en av vänsterns ledare i preussiska nationalförsamlingen samma år och i nationalförsamlingen i Frankfurt am Main 1849 föranledde hans häktning och avsättning (1851), mot all lag och rätt.
Temme mottog 1852 en professur i kriminal- och civilprocess vid högskolan i Zürich. Han författade arbeten över preussiska civil- och straffrätten samt gjorde sig tillika ett namn som mästare inom ett underordnat skönlitterärt område, nämligen kriminalnovellen och kriminalromanen. Antalet av dessa hans berättelser steg till närmare 100 band (åtskilliga översattes till svenska).